# Shine (Tolmacsova ikrek-dal)
A Shine (magyarul: Ragyogás) egy dal, amely Oroszországot képviselte a 2014-es Eurovíziós Dalfesztiválon, Koppenhágában.
A dalt 2014. március 19-én mutatták be a YouTube-on mint sorrendben az utolsó, harminchetedik versenydalt.
Érdekesség, hogy az Eurovíziós Dalfesztiválok történetében, rövid időn belül ez volt a negyedik Shine című dal. 2009-ben a The Toppers Hollandiát, 2010-ben Szopo Nizsaradze Grúziát, 2013-ban pedig Natália Kelly Ausztriát képviselte ugyanilyen című dallal.
A Tolmacsova ikrek a dalt Koppenhágában először a május 6-i első elődöntőben adták elő angol nyelven.
A május 10-én rendezett döntőben fellépési sorrendben tizenötödikként adták elő a francia Twin Twin együttes Moustache című dala után, és az olasz Emma Marrone La mia città című dala előtt. A szavazás során 89 pontot szerzett, két országtól a maximális 12 pontot begyűjtve, ez a 7. helyet jelentette a huszonhat fős mezőnyben.

## Külső hivatkozások
- Dalszöveg
- A Shine című dal videóklipje
- A dal első próbája a koppenhágai arénában
- A dal második próbája a koppenhágai arénában
- A dal előadása az Eurovíziós Dalfesztivál első elődöntőjében